# 156580 Madách
156580 Madách è un asteroide della fascia principale. Scoperto nel 2002, presenta un'orbita caratterizzata da un semiasse maggiore pari a 2,6234845 au e da un'eccentricità di 0,1113609, inclinata di 14,72948° rispetto all'eclittica.